# Ajuntament de Meranges
L'Ajuntament de Meranges és una obra de Meranges (Baixa Cerdanya) inclosa a l'Inventari del Patrimoni Arquitectònic de Catalunya.

## Descripció
Edifici de planta i dos pisos amb teulats a dues vessants. La portalada és d'arc de mig punt, amb lloses de muntanya disposades radialment. Les obertures són rectangulars.

## Història
Originàriament aquest edifici era la Vicaria. Ha sofert moltes modificacions i reconstruccions al llarg del temps fins a arribar a la rehabilitació actual per a situar-hi l'Ajuntament de la Vila.